# گالیمزیان خوساینوف
گالیمزیان خوساینوف (تاتاری: Галимҗан Салих улы Хөсәенев؛ ۲۷ ژوئن ۱۹۳۷ – ۵ فوریهٔ ۲۰۱۰) بازیکن فوتبال اهل اتحاد جماهیر شوروی سوسیالیستی بود.
از باشگاه‌هایی که در آن بازی کرده‌است می‌توان به باشگاه فوتبال کریلیا سووتوف سامارا و باشگاه فوتبال اسپارتاک مسکو اشاره کرد.
وی همچنین در تیم ملی فوتبال شوروی بازی کرده‌است.